# メン・オブ・ウォー
『メン・オブ・ウォー』（原題：Men of War）は、1994年制作のアメリカ合衆国のアクション映画。ドルフ・ラングレン主演。

## あらすじ
元軍人のニック・ガナーは、かつての上官メリック大佐から傭兵としてある作戦への参加の誘いを受ける。
それはある大企業からの依頼によるもので、莫大な鉱物資源が眠る南太平洋のとある孤島の所有権を得るべく島民たちと交渉を重ねていたが、島民たちはそれを拒否し続けていたため、しびれを切らした大企業はついに強硬手段に出る事を決めたのだ。
ニックは他の傭兵たちと共に島に乗り込むが、島民たちの心の温かさに触れて次第に心境が変化、島民たちの味方となって大企業の手先である傭兵部隊と戦う事を決意する。

## キャスト
| 役名               | 俳優                         | 日本語吹替                                     |
| 役名               | 俳優                         | VHS版                                          |
| ------------------ | ---------------------------- | ---------------------------------------------- |
| ニック・ガナー     | ドルフ・ラングレン           | 大塚明夫                                       |
| ロキ               | シャーロット・ルイス         | 幸田直子                                       |
| ポー               | B・D・ウォン                 | 藤原啓治                                       |
| ジミー・G          | アンソニー・ジョン・デニソン | 中田和宏                                       |
| オカー             | ティム・ギニー               | 立木文彦                                       |
| ノーラン           | ドン・ハーヴェイ             | 星野充昭                                       |
| ブレイズ           | タイニー・リスター・Jr.      | 郷里大輔                                       |
| ジャマール         | トム・ライト                 | 荒川太郎                                       |
| グレース・ラシール | キャサリン・ベル             | 田中敦子                                       |
| ウォーレン         | トーマス・ギブソン           | 小野健一                                       |
| キーファー         | トレヴァー・ゴダード         | 谷口節                                         |
| メリック大佐       | ケヴィン・タイ               | 仁内建之                                       |
| その他             |                              | 大友龍三郎 大滝進矢 佐藤正治 大川透 井上喜久子 |